# Die Erbschaft (1936)
Die Erbschaft, ein deutscher Film aus dem Jahr 1936, zeigt Karl Valentin und Liesl Karlstadt als das arme Ehepaar Meier, das durch eine Erbschaft alles verliert. Die Nationalsozialisten verboten den Film wegen „Elendstendenzen“. Die eigentliche Uraufführung erfolgte aufgrund der Filmzensur erst 1976.

## Handlung
Das Ehepaar Meier ist so ärmlich möbliert, dass selbst der Gerichtsvollzieher leer ausgeht. Das Blatt scheint sich zu wenden, als ein Notar die Nachricht von der Erbschaft einer Wohnungseinrichtung überbringt. Während Karl seiner Arbeit nachgeht, lässt seine Frau die alten Möbel zu Brennholz verarbeiten. Als die neuen Möbelstücke gebracht werden, erweisen sich diese jedoch als Einrichtung in Miniaturausführung. Am Ende stellt sich heraus, dass die Erbschaft nicht für Meier mit ei, sondern für Maier mit ai bestimmt war, einen kleinwüchsigen Nachbarn im selben Haus. Den Meiers bleibt nach der Herausgabe der Möbel nur ihr „Lüster“, ein Kerzenstummel an einem Draht, in ihrer ansonsten leeren Wohnung.